# Altes Zeughaus Wismar

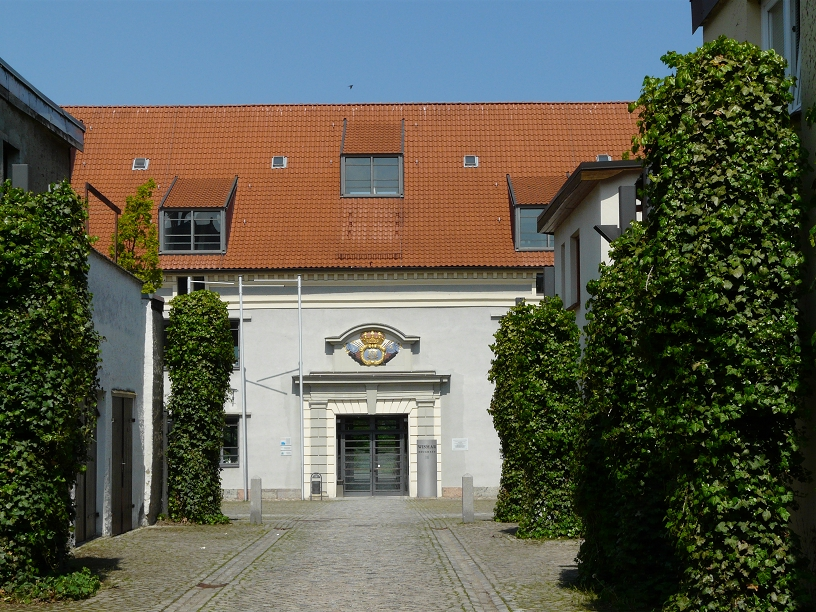
Das Zeughaus

Das alte Zeughaus in Wismar-Altstadt, Ulmenstraße 15, gilt als bedeutendes barockes Zeugnis schwedischer Militärarchitektur in Deutschland. Es wird heute als Stadtbibliothek genutzt.
Das Gebäude steht unter Denkmalschutz.

## Geschichte
Bei einem Unwetter explodierte 1699 ein Pulverturm und verwüstete Teile der Stadt und auch das alte Zeughaus, ein Neubau wurde notwendig.

Der zweigeschossige neunachsige barocke Putzbau von um 1700 mit einem Hängewerk des Dachtragwerks und Walmdach ließ Karl XII. von Schweden  als Waffenarsenal für die schwedische Garnison bauen. Die Pläne werden dem schwedischen Festungsbaumeister Erik Dahlberg zugeschrieben. Durch die freitragende Deckenkonstruktion ohne Stützpfeiler entstand ein sehr großer Raum, 15 × 60 Meter groß mit 900 Quadratmeter Fläche, der zur Lagerung von Waffen und Gerät diente. Das Obergeschoss war über eine schräge Rampe erschlossen, über die Pferde auch schweres Gerät transportieren konnten. Das Zeughaus wurde nach dem Nordischen Krieg als Bastion gesehen und sollte abbrissen werde. Doch Bürger der Stadt erwarben 1718 das Zeughaus von den Schweden, um es als Speicher zu nutzen. 1754 wurde das Zeughaus an die Stadt verkauft. Bis ins 20. Jahrhundert wurde es als Speicher für Korn, bzw. als Wollmagazin genutzt. In den 1930er Jahren war hier nach einem Umbau die Ingenieurakademie Wismar untergebracht.
An jeder Seite befindet sich ein Portal mit einer rechteckigen Rahmung. 1869 wurde der Portalrisalit an der Straßenseite mit Lisenen und einem Dreiecksgiebel, sowie einer Wappenkartusche des Mecklenburger Tores versehen.
Ab 1993 bis 2002 wurde das Zeughaus nach Plänen der Architekten Mai – Zill – Kuhsen (Lübeck) umfangreich saniert.

Das Fahnenwappen über dem Portal zur Hofseite wurde 1935 ausgebaut. Ein neues Wappen von 1995 fertigte der Bildhauer Bernhard Linke (Wismar). Die Sanierung wurde mit einer Belobigung beim Landesbaupreis Mecklenburg-Vorpommern 2002 ausgezeichnet.

2001/02 erfolgte die Gestaltung des Hofes und des Eingangsbereiches nach Plänen von Landschaftsarchitekt Jörn Wagner (Kiel).

Zurzeit wird das Gebäude als Stadtbibliothek genutzt.

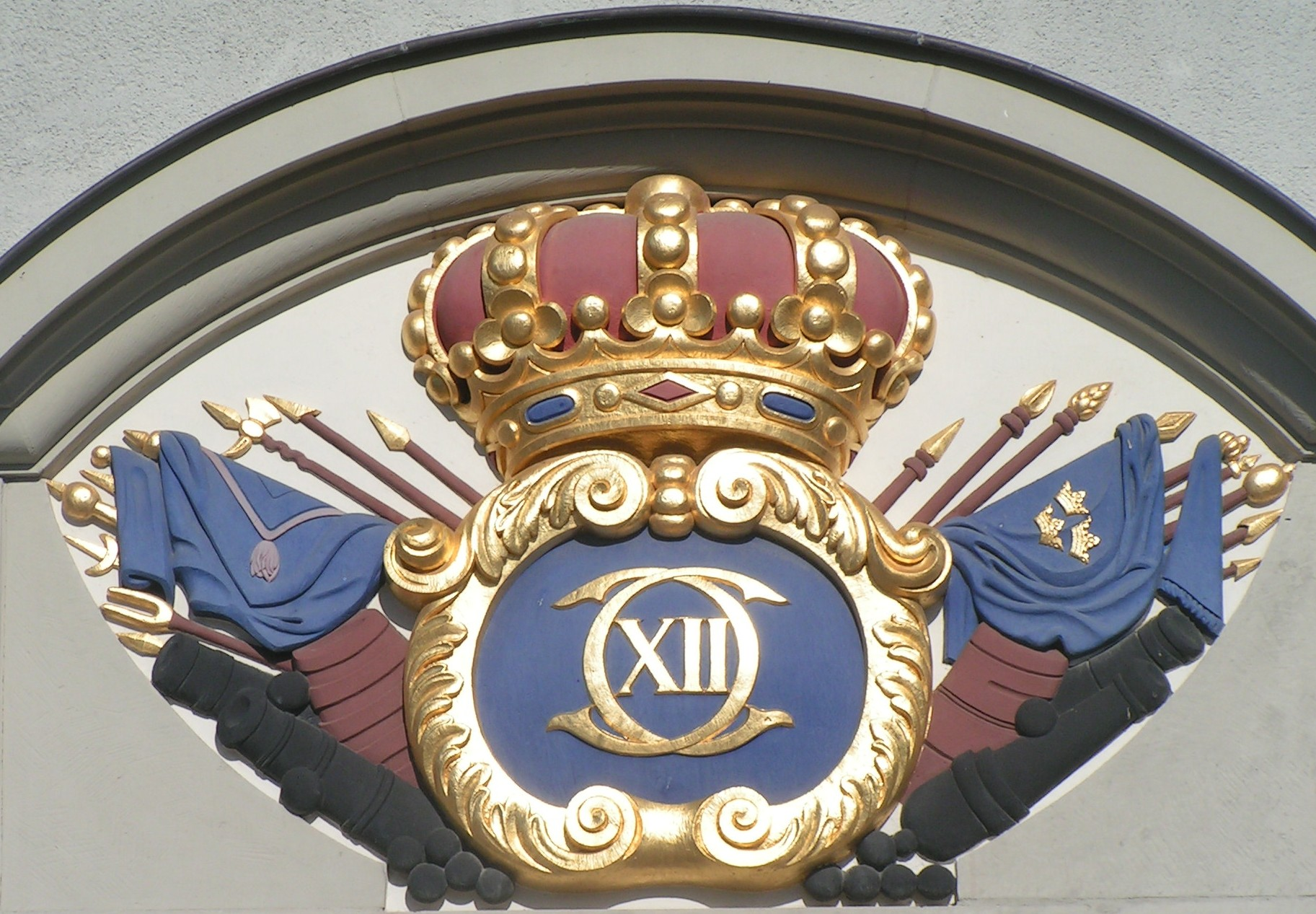
Monogramm Karl XII. zur Hofseite
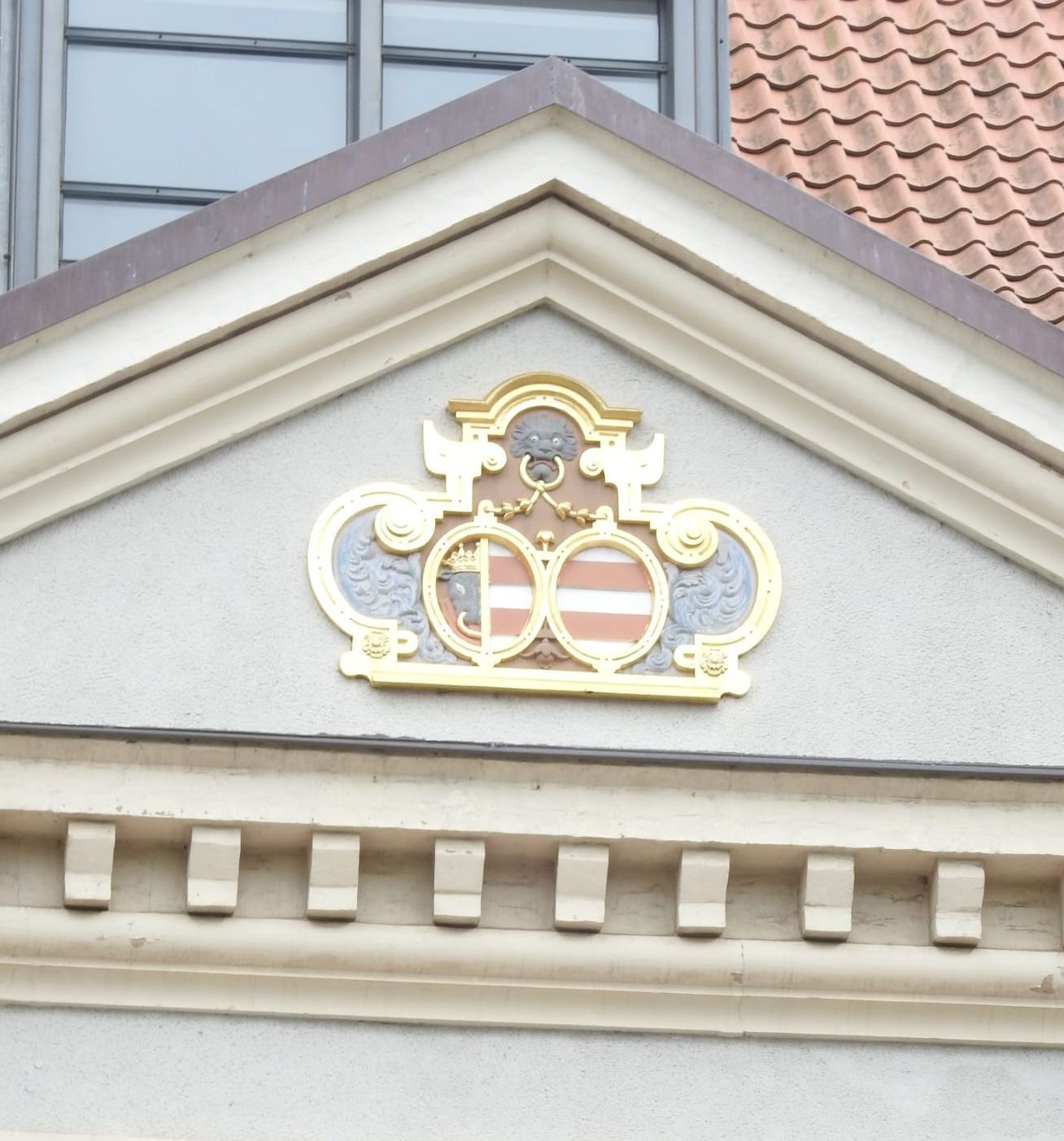
Wappenkartusche zur Straßenseite
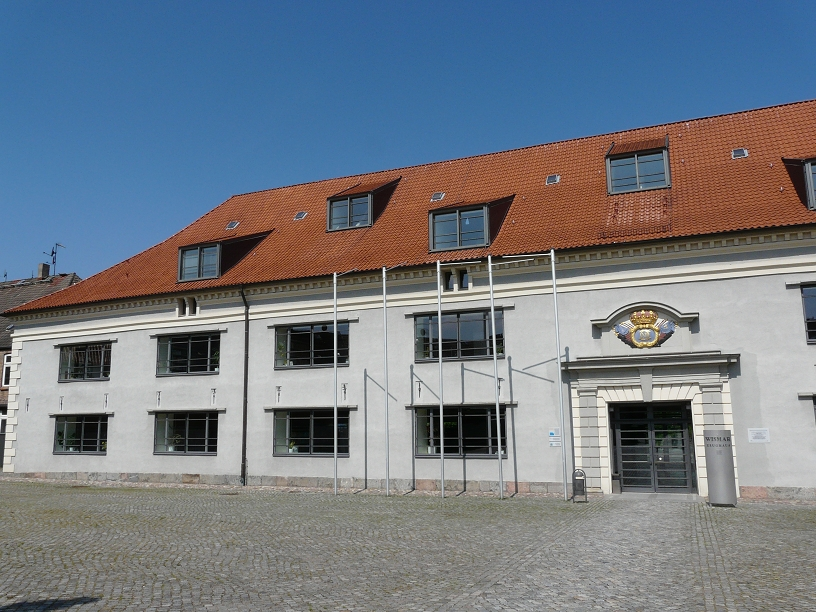
Das Gebäude
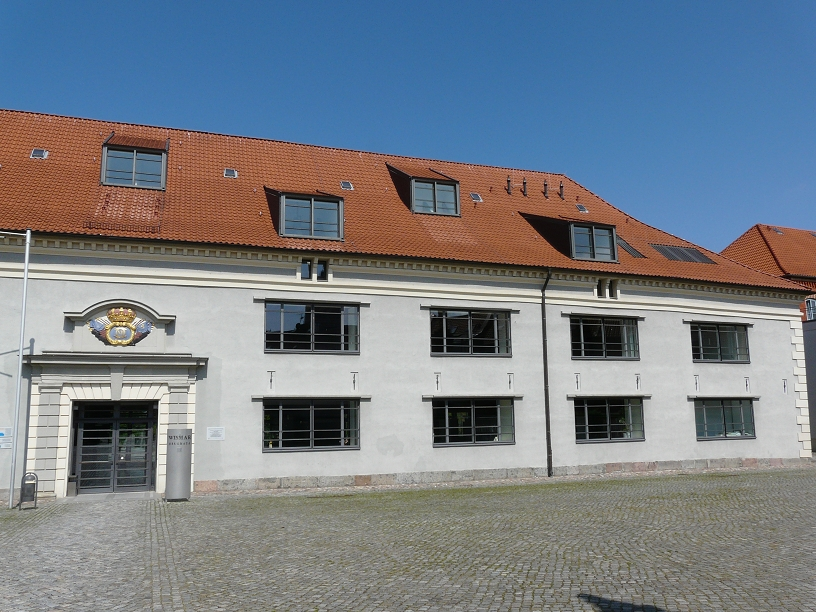
Das Gebäude
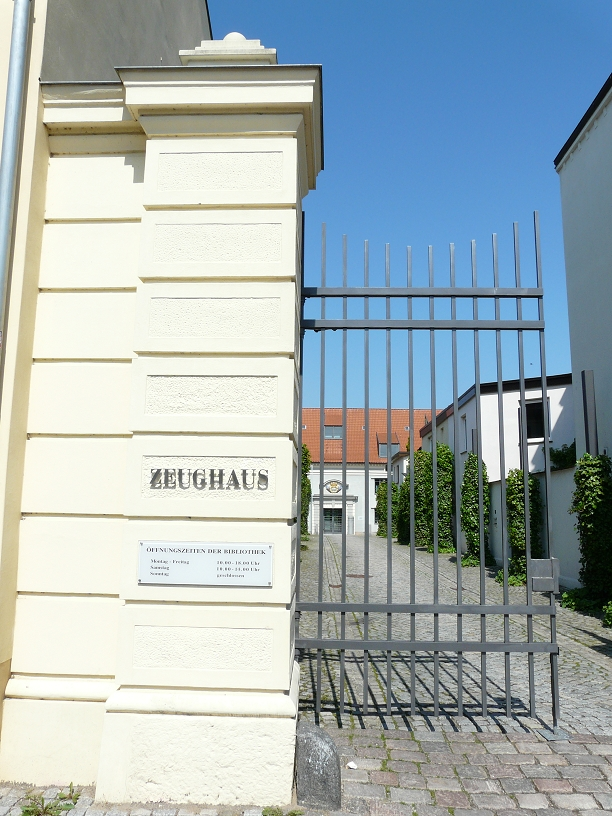
Eingang
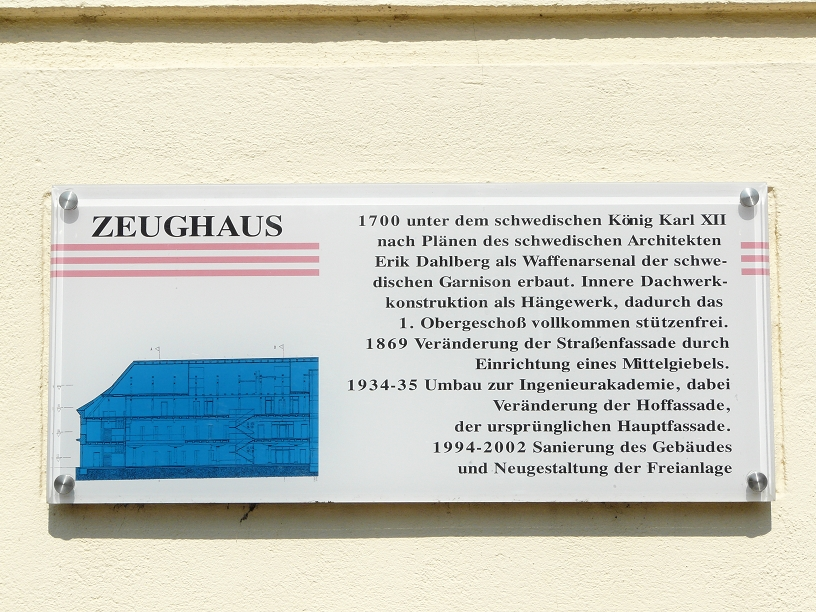
Hinweisschild